# جوتة
جوتة قرية سوريّة تتبع إداريّاً لمحافظة حلب منطقة منبج ناحية مركز منبج، بلغ تعداد سكانها 1,127 نسمة حسب التعداد السكاني لعام 2004.